# Bumping into Broadway
Bumping into Broadway (Harold na Broadway (título em Portugal) ) é um curta-metragem norte-americano de 1919, do gênero comédia, estrelado por Harold Lloyd.

## Elenco
- Harold Lloyd
- Bebe Daniels
- Snub Pollard
- Roy Brooks – (não creditado)
- Sammy Brooks – (não creditado)

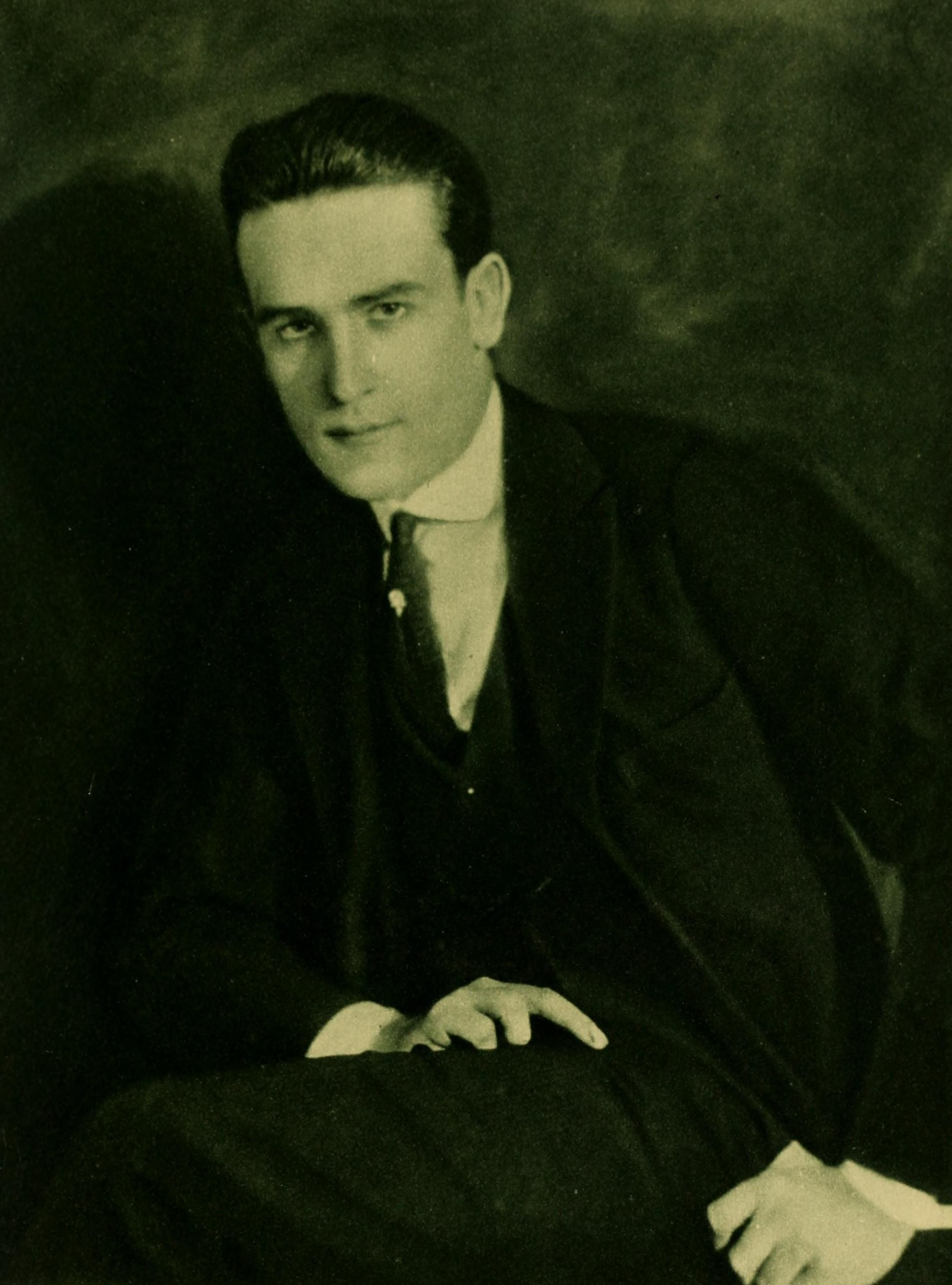
Harold Lloyd

- William Gillespie – (não creditado)
- Helen Gilmore – (não creditado)
- Mark Jones – (não creditado)
- Dee Lampton – (não creditado)
- Gus Leonard – (não creditado)
- Gaylord Lloyd – (não creditado)
- Fred C. Newmeyer – (não creditado)
- Charles Stevenson – (não creditado)
- Noah Young – Bouncer (não creditado)